# Lassana Diakhaby
Lassana Diakhaby, né le 1er janvier 1996 à Paris, est un footballeur international mauritanien qui évolue au poste de défenseur central à l'US Créteil Lusitanos.

## Biographie

### Débuts et formation
Lassana Diakhaby, né le 1er janvier 1996 à Paris, s'engage  avec l'ESTAC Troyes où il joue avec les équipes jeunes et réserve. En 2015, il s'engage avec Angers SCO où il dispute notamment dix-huit matchs en National 3 avec l'équipe réserve.

### RE Virton
Le 5 août 2016, Lassana Diakhaby s'engage avec le RE Virton pour deux saisons.
Il fait ses débuts professionnels le 3 septembre 2016, remplaçant Mehdi Lazaar (en) lors d'une victoire trois buts à zéro à l'extérieur en troisième division belge contre l'AS Verbroedering Geel.

### FC Rodange 91
Le 19 janvier 2018, Lassana Diakhaby s'engage avec le FC Rodange 91. Il fait ses débuts pour Rodange le 7 mars suivant, lors d'un match nul un but partout à l'extérieur en BGL Ligue contre l'Union Titus Pétange. Le 26 aout 2018, lors de la 2e journée de Promotion d'Honneur contre le Swift Hesperange, Diakhaby inscrit son premier but avec le FC Rodange 91 lors d'une victoire trois buts à deux.

### Retour en France en National 2
Le 1 juillet 2019, Lassana Diakhaby s'engage avec le Trélissac APFC. Il prend part à vingt-trois matchs dont vingt de National 2 et est titulaire lors du seizième de finale de Coupe de France perdu aux tirs au but contre l'Olympique de Marseille.
Le 1 juillet 2020, Lassana Diakhaby s'engage avec le ÉFC Fréjus Saint-Raphaël, également pensionnaire de National 2 mais la saison est interrompu par la Pandémie de Covid-19.
Le 1 juillet 2021, Lassana Diakhaby s'engage avec le FC Martigues. En fin de saison le club termine à la première place de son groupe de National 2, synonyme de montée en National. Titulaire indiscutable lors de cette première saison au club, il découvre le troisième échelon français dans la peau d'un titulaire.

### FC Versailles 78
Le 28 juin 2023, Lassana Diakhaby s'engage au FC Versailles 78 où il paraphe un contrat de deux saisons. Il fait ses débuts pour le FC Versailles, le 18 août suivant, lors d'une défaite deux buts à un lors de la 2e journée de National contre son ancien club du FC Martigues. Le 3 octobre 2023, lors du match reporté de la 1ere journée de National contre le FC Sochaux, Diakhaby inscrit son premier but avec le FC Versailles lors d'un match nul un but partout.

### US Créteil Lusitanos
Le 26 juin 2025, Lassana Diakhaby s'engage pour l'US Créteil Lusitanos.
Il fait ses débuts pour l'US Créteil Lusitanos, le 15 août 2025, lors de la 1ère journée de National 2 contre le GFA Rumilly-Vallières (match nul 1-1).

### Parcours en sélection
Lassana Diakhaby est international mauritanien ayant joué pour la Mauritanie depuis l'année 2023 pour un total de trois matchs joués.

## Palmarès

### En club
- FC Martigues
  - Champion de France de National 2 en 2022